# Kanadische Musikcharts
Die kanadischen Musikcharts werden im Auftrag von Music Canada, dem Vertreter der kanadischen Musikindustrie, ermittelt. Veröffentlicht werden die offiziellen Top 20 bei Liedern und Alben.

## Geschichte
Die ersten Charts in Kanada wurden von Radiosendern erstellt und in ihrem Programm verwendet. Eine der populärsten frühen Charts waren die des Senders CHUM aus Toronto, die ihre Senderhitparade von 1957 bis 1986 veröffentlichten.
Unabhängige, landesweite Auswertungen von Airplay und die Einbeziehung von Plattenverkäufen gab es ab 1964. Am 24. Februar startete das RPM Magazine als Newsletter mit dem Ziel, die kanadische Musikindustrie zu fördern. Aus dem privaten Projekt wurde die führende Fachzeitschrift in Kanada und die Charts des Magazins, die am 1. September 1964 eingeführt wurden, entwickelten sich zu der maßgeblichen Hitparade des Landes. Nach US-Vorbild (Billboard-Magazin) wurden neben den Hauptcharts auch zahlreiche Genre- und Formatauswertungen eingeführt. Das Magazin existierte bis zum 7. November 2000.
Weitere populäre Chartlisten wurden vom Magazin The Record veröffentlicht, das 1981 erstmals erschien. Auch dieses Magazin wurde 2000 erst in ein Onlinemagazin umgewandelt und wenig später ganz eingestellt. Grund war in beiden Fällen eine Krise der Musikindustrie und dadurch wegbrechende Werbeeinnahmen.
Darüber hinaus hatten die Charts dieser Magazine für die Musikverlage an Bedeutung verloren, weil durch die Einführung der Datenerfassung direkt in den Musikgeschäften durch Nielsen SoundScan ab 1997 genauere Daten für die Marktanalyse verfügbar waren. Die Charterhebung wurde von den Mitgliedern der Canadian Recording Industry Association (CRIA), der nationalen Vertretung der Musikindustrie, in Auftrag gegeben. Sie wurden im Magazin Canadian Music Network, der von der CRIA installierten Nachfolgepublikation von The Record, sowie vom Onlinemagazin Jam! des Quebecer Canoe-Netzwerks veröffentlicht. Allerdings waren die Charts innerhalb der Musikindustrie umstritten. Auch verloren sie an Aussagekraft wegen des Einbruchs bei den Verkäufen durch die illegale Verbreitung digitaler Musik im Internet. Die ursprünglich als Top 200 erstellten Singlecharts schrumpften auf Top 10, bevor der legale Musikdownload Fuß fasste.
Als Billboard 2007 für ihr Magazin die Canadian Hot 100 als inoffizielle Singlecharts nach dem Muster der US Hot 100 ins Leben riefen, bekamen diese immer mehr Bedeutung. Erst nach der Umorganisation und Umbenennung der CRIA in Music Canada wurden ab Juli 2014 auf der eigenen Webseite wieder kontinuierlich eigene Single- und Albumcharts veröffentlicht als Top 200 ermittelt, von denen allerdings nur die Top 20 öffentlich einsehbar sind. Diese Auswertung wurde im März 2022 nach zuletzt lückenhafter Veröffentlichung wieder eingestellt. Billboard veröffentlicht auf die Top 50 der gleichen Auswertung als Canadian Digital Song Sales.

## Charts in Kanada
Folgende Charts wurden von Juli 2014 bis März 2022 wöchentlich offiziell auf der Music-Canada-Homepage veröffentlicht (mit Archiv):
- Top 20 Tracks
- Top 20 Albums

Seitdem findet sich die Auswertung bei Billboard als Top 50 Canadian Digital Song Sales.